# Groep Gerretsen
De Groep Gerretsen was vanaf midden 1943 de naam van een socialistische verzetsgroep in Amsterdam onder leiding van Ab Oeldrich (1912-1985), die samenwerkte met Het Parool, vervalste persoonsbewijzen verzorgde en een illegale drukkerij had. Daarnaast was de groep actief bij het verzorgen van onderduikers. De leden dan de groep waren geassocieerd met de Onafhankelijke Socialistische Partij.
De naam van de groep was een verbastering van de naam Jan Gerressen, de eerste dode die viel door een politiekogel tijdens het Jordaanoproer van 1934.